# Хоэнбуко
Хоэнбуко (нем. Hohenbucko) — община в Германии, в земле Бранденбург.
Входит в состав района Эльба-Эльстер. Подчиняется управлению Шлибен.  Население составляет 686 человек (на 31 декабря 2010 года). Занимает площадь 42,66 км².
Коммуна подразделяется на 2 сельских округа.
| Год  | Население |
| ---- | --------- |
| 2005 | 738       |
| 2010 | 691       |